# Janeta Hoeveler
Janeta Eleomara Hoeveler é uma rainha da beleza brasileira, ex-Miss Rio Grande do Sul, Miss Brasil Internacional e Miss Brasil 1974. Segunda colocada do concurso nacional daquele ano, herdou o título da paulista Sandra Guimarães de Oliveira, que desistiu de seu reinado após participar do Miss Universo 1974. Pelo pouco tempo em que esteve com o titulo, sua principal função foi coroar a Miss Brasil 1975, Ingrid Budag.
Divorciada de Ricardo Russowsky, presidente da Federação das Associações Comerciais e de Serviços do Rio Grande do Sul (Federasul), tem duas filhas e, formada em publicidade e propaganda pela PUC/RS, hoje dirige uma consultoria de moda e estilo no bairro Moinhos de Vento, em Porto Alegre.